# Feodorowski-Kathedrale
Die Feodorowski-Kathedrale (russisch Феодоровский собор; offizielle Bezeichnung: Kathedrale der Fedorowskaja-Ikone der Gottesmutter, russ.: Храм Фео́доровской ико́ны Бо́жией Ма́тери в память 300-летия До́ма Рома́новых) ist eine orthodoxe Kirche in Sankt Petersburg, Russland. Sie gehört zum Zentraldekanat der Diözese St. Petersburg der Russisch-Orthodoxen Kirche. Die Kathedrale wurde zum Gedenken an das dreihundertjährige Bestehen des russischen Adelsgeschlechts der Romanow erbaut.
Das Stahlbetongebäude wurde im Stil der Rostower Domkirchen aus der Zeit der Thronbesteigung von Zar Michael I. nach dem Projekt von Stepan Kritschinski entworfen.

## Geschichte

### Kirchbau
Vom Ende des 19. Jahrhunderts bis zur Russischen Revolution des Jahres 1917 gehörte das Grundstück, auf dem sich heute die Kirche befindet, zur Stadtresidenz des Fedorowski-Gorodezki-Klosters der Diözese Nischni Nowgorod. 1904 wurde eine kleine Kirche der Fedorowskaja-Ikone der Gottesmutter und des St. Alexius, des Metropoliten von Moskau, zum Gedenken an die Geburt von Alexei Romanow geweiht. 1906 beantragte der Abt Archimandrit Alexei (Jakowlew) die Erweiterung des Territoriums der Stadtresidenz des Gorodezki-Klosters für den Bau einer neuen geräumigen Kirche „wegen der Enge der Alexijewskaja-Kirche“. 1909 bestand das Konzept darin, „ein stattliches Denkmal für die erfolgreiche 300-jährige Herrschaft der Romanow-Dynastie zu errichten“.

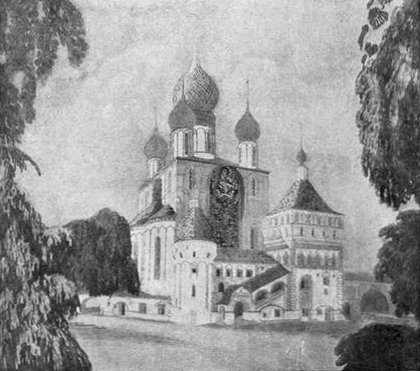
Feodorowski-Kathedrale in Sankt Petersburg. Zeitung Nowoje wremja, März 1911. Nr. 12578

Bei einem Architektenwettbewerb wurde der Entwurf von Stepan Kritschinski ausgewählt. Die Grundsteinlegung des Doms fand am 5. August 1911 statt, die Weihe der Oberkirche am 15. Januar 1914. Der Erste Weltkrieg beeinträchtigte die Planungen zum Bau und zur Innenausstattungs der Kathedrale.

### Zweckentfremdung und Verschandelung
Nach der Revolution von 1917 war die Kirche kein klösterliches Metochion (Klosterhof) mehr und erhielt den Status einer Pfarrkirche. Das Pfarrleben in diesen Jahren war eng mit der Tätigkeit der Alexander-Newski-Bruderschaft verbunden, die in Petrograd-Leningrad in den 1920er und frühen 1930er Jahren bestand – trotz des feindlichen Umfelds des Sowjetstaates. Der letzte Abt der Kathedrale vor ihrer Schließung, Archimandrit Lew, war einer der Leitfigur der Bruderschaft. Archimandrit Lew wurde zusammen mit vielen anderen Mitgliedern der Bruderschaft im Februar 1932 verhaftet. Er wurde zu zehn Jahren Arbeitslager verurteilt. Dort wurde er erneut wegen konterrevolutionärer Aktivitäten angeklagt, zum Tode verurteilt und am 20. September 1937 erschossen. Heute verehrt ihn die russisch-orthodoxe Kirche als einen ihrer „Neuen Märtyrer und Bekenner“.
Die Pfarrei wurde durch Beschluss des Exekutivkomitees des Leningrader Gebiets vom 10. Mai 1932 aufgelöst. Die Behörden hielten „die Romanow-Kirche … für die Milchfabrik Sojusmoloko geeignet“. Sie bestimmte das Schicksal des Gebäudes der Kathedrale für mehr als siebzig Jahre. Deren äußeres und inneres Erscheinungsbild wurde fast bis zur Unkenntlichkeit verändert. So wurde aus der ursprünglich zweistöckigen Kathedrale mit fünf Kuppeln ein fast kubischer fünfstöckiger Industriebau, umgeben von chaotisch angefügten Backsteinbauten.

### Wiederherstellung
Nach dem Ende der Sowjetdiktatur wurde Anfang der 1990er Jahre beschlossen, die Milchfabrik aus dem Gebäude der Kathedrale zu entfernen und es an die Diözese St. Petersburg zurückzugeben. Doch es dauerte 13 Jahre, bis dies tatsächlich geschah. Inzwischen lebte das Pfarrleben wieder auf. 1998 wurde in der Nähe eine Kapelle der heiligen Neuen Märtyrer und Bekenner Russlands errichtet. Dort begann die Gemeinde, regelmäßig Gottesdienst zu feiern. Am 4. August 2005 übernahm die Gemeinde das Gebäude der verwüsteten Feodorowski-Kathedrale. Im zweiten Stock (Obere Kirche), unter der niedrigen Decke der ehemaligen Fabrik, wurden vom 28. August 2005 bis zum 29. August 2007 Gottesdienste gefeiert.
Die Wiederherstellung begann im Sommer 2007 und dauerte sechs Jahren ohne Unterbrechung. Zum hundertjährigen Jubiläum des Baus im Jahr 2013 war die Kathedrale wiederhergestellt.

## Architektur und Außenschmuck

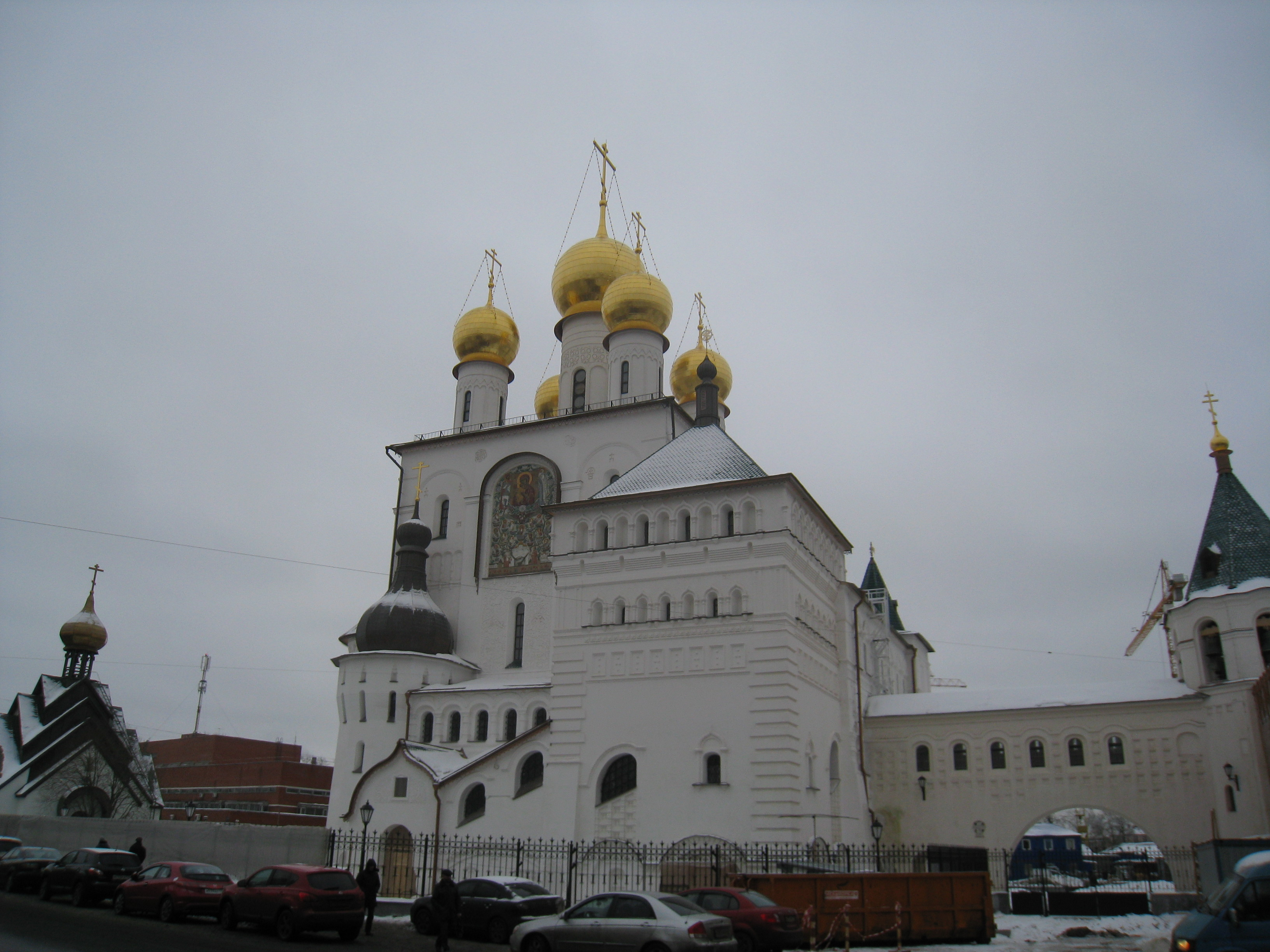
Feodorowski-Kathedrale in Sankt Petersburg. Nordfassade, Majolika, Zarentreppe. Januar 2013.

Die im neorussischen Stil erbaute Kathedrale erinnert an berühmte Beispiele der altrussischen Kirchenarchitektur. Die Architekturmotive der Kirchen und Türme russischer Städte (Rostow, Jurjew-Polski, Jaroslawl und Susdal) sind in der Gesamtsilhouette der Kathedrale und ihren einzelnen Teilen und Details zu erkennen. Ein Stilmerkmal der Kathedrale ist die mehrfache Asymmetrie, wie bei den drei äußeren Türmen zu sehen ist. Ebenso vielfältig sind die Dächer. Die Außenwände der Kathedrale sind mit weißem „Starizki-Stein“ verkleidet, einem Kalkstein, der mit verschiedenen Schnitzereien verziert ist, darunter mythische Tiere: ein Einhorn, ein Phönix, ein Doppeladler, ein Sirin-Vogel und unter ihnen ein Löwe.
In Übereinstimmung mit dem kanonischen Recht der orthodoxen Kirche ist die Kathedrale geostet. Der Haupteingang befindet sich jedoch nicht auf der gegenüberliegenden Westseite, sondern öffnet sich zur Mirgorodskaja-Straße. Die Hauptfassade ist also die Nordfassade der Kathedrale, auf der sich die wichtigste Außendekoration der Kathedrale befindet: die acht Meter lange Majolikatafel „Fürbitte der Gottesmutter für das Herrscherhaus“. Diese Majolikatafel wurde zu Sowjetzeiten vollständig zerstört und musste neu erstellt werden.
Die Tafel zeigt die „Feodorowskaja-Ikone der Gottesmutter“ an der Spitze eines symbolischen Baumes. In dessen Zweigen sind die Heiligen dargestellt: Peter und Alexius von Moskau, Fjodor von Uglitsch und Joasaph von Belgorod, die heiligen Großfürsten Andrei Bogoljubski und Alexander Newski, Zarewitsch Dmitri von Uglitsch, der byzantinische Heilige Michael Maleïnos (Schutzpatron des Zaren Michael I.), Sergius von Radonesch, Zosima und Sabbatius von Solowki, Barlaam (Abt des Klosters Chutin bei Nowgorod), Seraphim von Sarow, Euphrosyne von Susdal und Anna von Kaschin. Der untere Teil der Tafel zeigt den Patriarchen Philaret und seinen Sohn, Zar Michael I., über den Mauern des Ipatios-Klosters in Kostroma. Oben stehen vor der Ikone die Märtyrer Theodor Stratelates, nach dem die Feodorowskaja-Ikone ihren Namen erhielt, und Hypatios von Gangra, nach dem das Ipatijewski-Kloster in Kostroma benannt wurde.
Vom Haupteingang führen zwei Türpaare jeweils in die Obere und in die Untere Kirche. Eine breite Marmortreppe steigt von der „Zarenvorhalle“ hinauf zur Oberen Kirche.

## Innenräume

### Untere Kirche
Die Unterkirche ist dem heiligen Großfürsten Alexander Newski geweiht, der heiligen apostelgleichen Maria Magdalena sowie den Gönnern Zar Alexanders III. und seiner Gemahlin Marija Fjodorowna. Bei der Wiederherstellung wurde sie von Archimandrit Zinon, einem zeitgenössischen Ikonenmaler, gestaltet. In der zentralen Apsis befindet sich der Altar unter einem Ziborium. Die östliche Wand zeigt die Kommunion der Apostel. In der Apsiskalotte über dem Ziborium befinden sich die Symbole der vier Evangelistensymbole: ein Mann (Matthäus), ein Löwe (Markus), ein Stier (Lukas) und ein Adler (Johannes). Diese biblischen Tiere umgeben die Hetoimasia, einen leeren königlichen Thron, der die Erwartung der Wiederkunft Christi symbolisiert. Entlang der östlichen Wand, unter dem Fresko, befinden sich Sitze für die Priester, und erhöht in der Mitte die Kathedra.
Der Altarbereich ist durch eine niedrige Mauer vom Hauptbereich der Kirche getrennt. In der nördlichen Apsis befindet sich der Rüsttisch (Prothesis), in der südlichen das Diakonikon. Die Fresken in der nördlichen Apsis zeigen die alttestamentlichen Vorbilder des Kalvarienbergopfers und der Eucharistie: die „Bindung Isaaks“ und „Abrahams Begegnung mit Melchisedek“, die „Theophanie am brennenden Dornbusch“, die „Übergabe der Bundestafeln“ und „Moses schlägt Wasser aus dem Felsen“. Die Wände des Diakonikons zeigen Personen des Neuen Testaments: Diakone, die nach der Apostelgeschichte für den sozialen Dienst ausgewählt wurden, und zweimal den Apostel Paulus: links als Saulus von Tarsus bei der Steinigung des Protomärtyrers Stephanus dargestellt, rechts als Verfasser der Paulusbriefe.
In der Mitte des Kirchenbodens befindet sich ein schwarz-weißes, dem Labyrinth von Chartres nachempfundenes Labyrinth, ein Symbol für den menschlichen Weg zu Gott.

### Obere Kirche
Die Oberkirche hat ein nördliches und ein südliches Seitenschiff, im Westen eine geräumige Vorkirche und drei Altäre. Der mittlere Altar ist der Feodorowskaja-Ikone der Gottesmutter und dem heiligen Michael Maleïnos gewidmet, dem himmlischen Schutzpatron des ersten Zaren der Romanow-Dynastie. Der südliche Seitenaltar ist den heiligen königlichen Passionsträgern gewidmet, der nördliche Seitenaltar den heiligen Neuen Märtyrern und Bekennern der Russisch-Orthodoxen Kirche.
Die fünfstufige Ikonostase war ursprünglich aus Linde geschnitzt und vergoldet. Heute ist die Ikonostase nach dem zerstörten Vorbild wieder aufgebaut.
In der Mitte der Kirche hängt an vier Ketten ein durchbrochener Kronleuchter aus Bronze mit einem Durchmesser von 6,5 Metern in Form der „Krone des großen Ordens“ (der Königskrone von Michail I.).

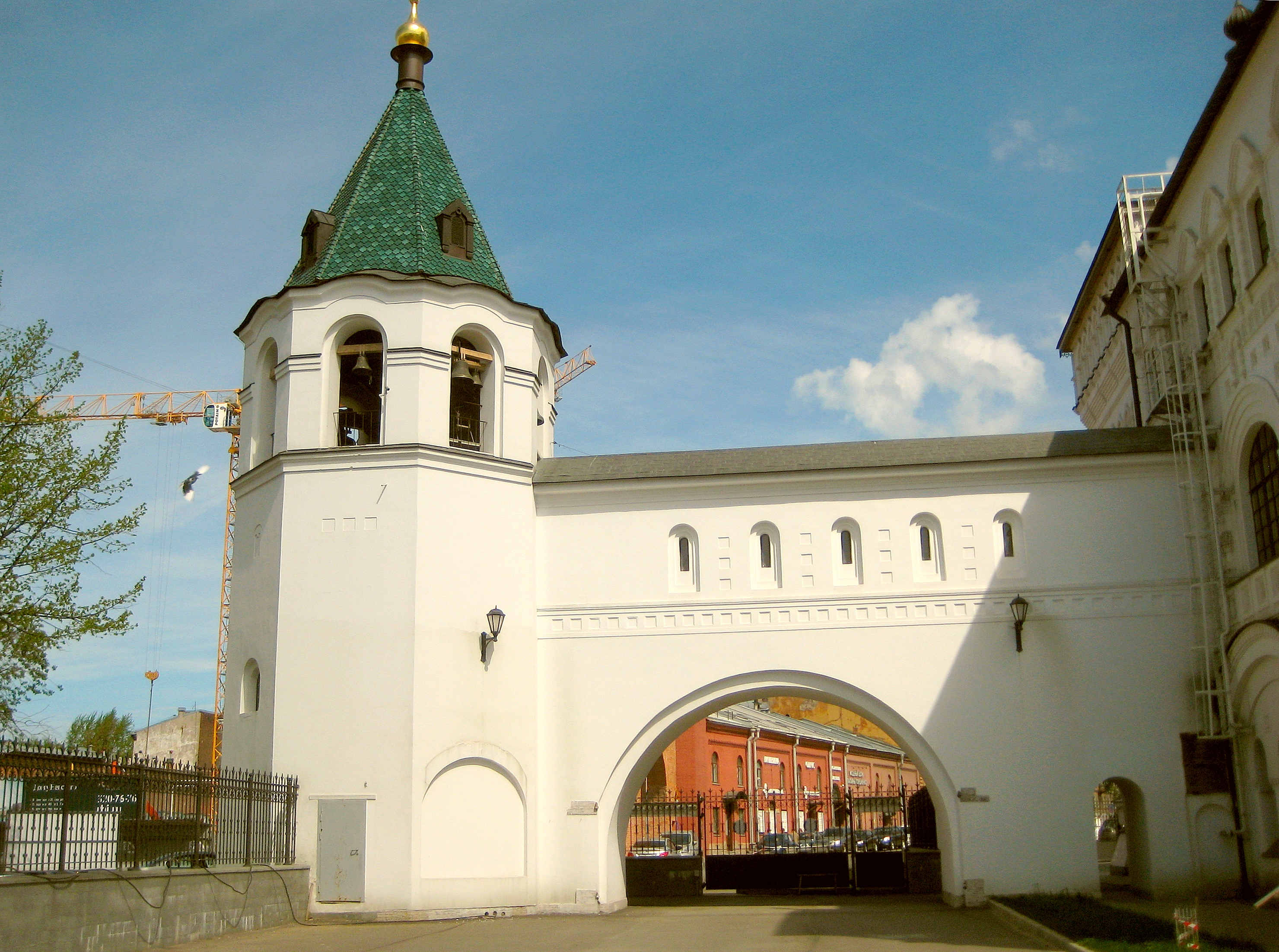
Feodorowski-Kathedrale Glockenturm

## Glockenturm
Der im Stil der Jaroslawler Glockentürme des 17. Jahrhunderts gestaltete, achteckige Glockenturm befindet sich gegenüber der Westfassade und ist durch einen überdachten Durchgang mit der Oberkirche verbunden. das Walmziegeldach ist mit einem goldenen Kreuz gekrönt. Der Turm hatte elf Glocken mit einem Gesamtgewicht von 17 Tonnen, die als „Romanowski-Läuten“ bekannt waren. Was aus den ursprünglichen Glocken geworden ist, ist unbekannt. Höchstwahrscheinlich waren sie zerbrochen und geschmolzen. Im 21. Jahrhundert wurden alle Glocken originalgetreu nachgebaut.

## Pfarrhaus und die Mauer

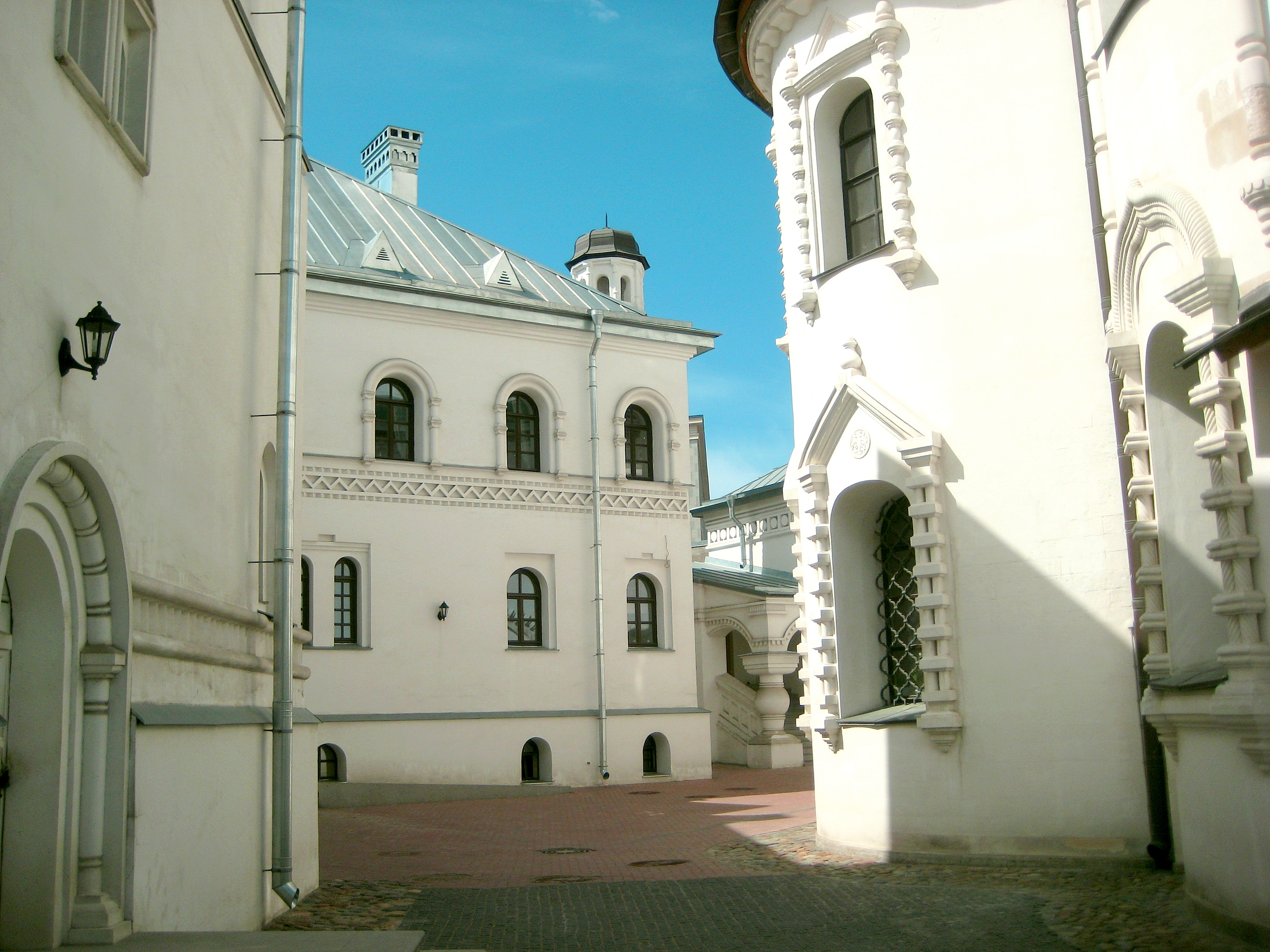
Feodorowski-Kathedrale und Pfarrhaus

Das Pfarrhaus wurde 1915/1916 nach dem Entwurf des Architekten Stepan Kritschinski südlich der Kathedrale errichtet. Das einzige erhaltene Foto von 1938 zeigt ein Gebäude im Stil der Moskauer Häuser des 17. Jahrhunderts. Das Haus wurde in den 1960er Jahren zerstört. Der Wiederaufbau wurde größtenteils im Jahr 2014 abgeschlossen. Obwohl der historische Name „Pfarrhaus“ beibehalten wurde, dient das Haus jetzt der religiösen Bildung.
Ein Fragment einer Kreml-Mauer aus rotem Backstein neben dem Glockenturm der Kathedrale ist ein weiterer Teil des Architekturensembles, das der Architekt zu Beginn des 20. Jahrhunderts um die Kathedrale konzipierte. Auch diese Mauer sollte mit weißem Stein verkleidet werden, blieb aber in ihrer „unfertigen“ Form.
Der Plan, den Platz vor der Kathedrale nach Alexander Newski zu benennen und ihm ein Denkmal zu errichten, wurde nie umgesetzt.